# Made in Heaven (1987)
Made in Heaven ist eine amerikanische Fantasyromanze, die 1987 von Regisseur Alan Rudolph inszeniert wurde.

## Handlung
Amerika in den frühen 1950er Jahren. Mike Shea wird während seiner Fahrt nach Kalifornien Zeuge, wie eine Frau und ihre beiden Kinder mit ihrem verunglückten Auto in einem Fluss zu ertrinken drohen. Es gelingt ihm die Familie zu retten, jedoch kommt er dabei ums Leben.
Nackt und desorientiert findet sich Mike in einem leeren Saal wieder. Plötzlich erscheint seine verstorbene Tante Lisa und eröffnet ihm, dass er sich im Himmel befindet und zunächst bei ihr wohnen könne. Auf der Suche nach seinem bei der Invasion in der Normandie gefallenen Freund Larry gerät er versehentlich in das Haus der Packerts. Hier macht er die Bekanntschaft mit deren hübscher Tochter Annie, die ihn über das Leben im Himmel aufklärt. Er erfährt, dass alle Verstorbenen früher oder später in einem anderen Körper wiedergeboren werden. Dies wird von Emmett Humbird geregelt. Annie wurde im Himmel geboren, ist also eine „Neue Seele“. Mike und Annie verlieben sich und planen zu heiraten. Mitten in den Hochzeitsvorbereitungen eröffnet Emmett Annie, dass sie zur Erde geschickt wird. Nach ihrem Weggang ist Mike todunglücklich und bestürmt Emmett, ihn ebenfalls zurückzuschicken. Schließlich willigt Emmett ein. Er prophezeit Mike, dass er 20 Jahre Zeit habe, um Annie wiederzufinden. Sollte er sie in 25 Jahren nicht finden, werden sie andere Partner heiraten, jedoch unglücklich sein. Hat er sie mit 30 Jahren nicht gefunden, findet er sie nie mehr. Eine Garantie, wieder in den Himmel zu kommen könne er ihm nicht geben.
Annie wird als Ally Chandler wiedergeboren. Sie verliert früh ihre Mutter und wächst bei ihrem alleinerziehenden Vater, einem ehemaligen Berufssoldaten, der erfolgreich eine Spielzeugfabrik gründet, auf. Auf dem College lernt Ally den angehenden Werbefilmer Tom Donelly kennen, den sie später auch heiraten wird. Wie von Emmett vorhergesagt scheitert die unglückliche Ehe. Auch eine andere Beziehung scheitert an Allys unerfüllter Sehnsucht nach Liebe. Sie betätigt sich jedoch erfolgreich als Autorin eines Buches.
Im Gegensatz zu der in behüteten Verhältnissen aufgewachsenen Ally kommt Mike als der unehelich geborene Elmo Barnett zur Welt, der in ärmlichen Verhältnissen bei seiner Mutter und ihren wechselnden Liebhabern aufwächst. Nach dem Vietnamkrieg, an dem er als Soldat teilnahm, findet er nicht mehr Tritt in der Gesellschaft. Er zieht ziellos umher, betrinkt sich und kommt seinem eigentlichen Ziel, Ally zu finden, nicht nach, obwohl sich ihre Wege zweimal kreuzen. Im Alter von 28 Jahren erscheint ihm Emmett und drängt ihn auf Eile. Elmo hat keine Ahnung worum es geht und tut das Ganze als Halluzination ab.
Elmos Leben erfährt erst eine Wende, als er per Anhalter nach Kalifornien reist. Ein älteres Ehepaar nimmt ihn mit. Es handelt sich um das Ehepaar Shea, seine Eltern aus seinem früheren Leben als Mike. Beim Abschied schenken sie ihm eine alte Trompete. Elmo lernt im Lauf der Zeit das Musikinstrument zu spielen und gründet eine Band. Seine erste von dem ehemaligen Himmelsbewohner Brian Dutton produzierte Platte wird ein Hit. Elmo wird erfolgreich und feiert seinen 30. Geburtstag. Nach der Party beschließt er zu Fuß nach Hause zu gehen. An einer Fußgängerampel kommt er in der Nähe von Ally zu stehen. Beide werden von verwirrenden Glücksgefühlen überwältigt, die sie in ihrem Unterbewusstsein an ihr himmlisches Beieinander erinnern. Schließlich ist es am Ende Ally, die Elmo wiederfindet: Nicht er hat sie gefunden, sondern: "Sie hat dich gefunden" (Emmet) ist der beendende Schlüsselsatz des Films.

## Kritik
„Handwerklich perfektes, absichtsvoll naives Liebesmärchen, das sich vielfältig und mit liebevoller Ironie der Klischees der melodramatischen Liebesschnulze bedient; spielerisch wird dabei die gesellschaftliche Funktion filmischer Trivialkunst beleuchtet.“

## Drehorte
Die Dreharbeiten fanden in den in Georgia und South Carolina gelegenen Städten Atlanta, Charleston und Georgetown statt. Die Dreharbeiten am College entstanden an der im Oglethorpe County gelegenen Oglethorpe University.

## Trivia
- Den im Film von Elmo komponierten Hit „We never Danced“ schrieb in Wirklichkeit Neil Young, der im Film als Trucker in einer kleinen Nebenrolle mitwirkte.
- Filmmusikkomponist Mark Isham spielt ebenfalls in einer Nebenrolle als Keyboarder Zeus in Elmos Band.
- Hauptdarsteller Timothy Hutton lernte bei den Dreharbeiten 1986 Emmett-Darstellerin Debra Winger kennen und heiratete sie noch im selben Jahr. 1990 wurde die Ehe geschieden.
- Der Film konnte nach seinem Kinostart am 6. November 1987 bei einem Produktionsbudget von etwa 9 Mio. US-Dollar lediglich 4,5 Mio. US-Dollar an den Kinokassen einspielen.[1] Nachdem der Film in Deutschland am 14. Januar 1988 in die Kinos kam, ist er seit dem 17. Januar 1989 auf VHS erhältlich.